# Gualleturo
Gualleturo ist eine Ortschaft und eine Parroquia rural („ländliches Kirchspiel“) im Kanton Cañar der ecuadorianischen Provinz Cañar. Die Parroquia besitzt eine Fläche von 299,4 km². Die Einwohnerzahl lag im Jahr 2010 bei 3842. Die Parroquia Gualleturo wurde am 8. September 1852 gegründet.

## Lage
Die Parroquia Gualleturo liegt in den Anden. Der Río Cañar fließt entlang der nördlichen Verwaltungsgrenze nach Westen und entwässert dabei das Areal. Dessen linke Nebenflüsse Río Chacopata und Río Corazón begrenzen das Verwaltungsgebiet im Osten und im Westen. Entlang der südlichen und südöstlichen Verwaltungsgrenze verläuft ein 4300 m hoher Gebirgskamm, der die kontinentale Wasserscheide bildet. Der etwa 2320 m hoch gelegene Hauptort Gualleturo befindet sich 2,5 km südsüdwestlich des Kantonshauptortes Cañar. 
Die Parroquia Gualleturo grenzt im Norden an die Parroquia Ducur, an den Kanton Suscal und an die Parroquia Zhud, im Osten an die Parroquias Cañar und Chorocopte, im Südosten an die Parroquias Jerusalén und Nazón (beide im Kanton Biblián), im äußersten Süden an die Provinz Azuay mit der Parroquia Chiquintad (Kanton Cuenca) sowie im Westen an die Parroquia San Antonio.